# Sitta nagaensis
El trepador de las Naga (Sitta nagaensis) es una especie de ave paseriforme de la familia Sittidae.

## Descripción

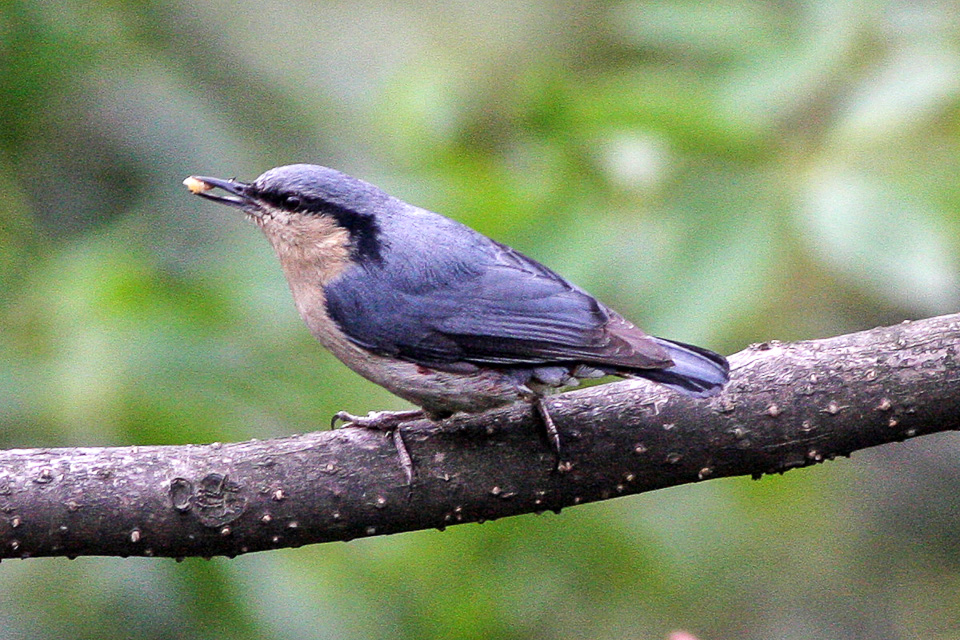
S. n. montium en el condado de Wawu, Meishan (China).

El trepador de las Naga es una especie de tamaño mediano, con unos 12.5 a 14 cm de longitud. Las partes superiores son de un color gris-azulado, en la punta de la cola, con una marcada línea negra que se extiende hasta la base del ala. Las partes inferiores son grisáceas, dependiendo de la subespecie y el desgaste del plumaje, y con los costados traseros contrastando con un color ladrillo oscuro marcadamente rojo. Las coberteras son del mismo color, de acuerdo con la subespecie el borde blanco en el extremo de las plumas puede variar en tamaño, y con un punto brillante cerca del final.
La especie se distribuye desde el Tíbet hasta la parte central de Vietnam del Sur.

## Taxonomía
El trepador de las Naga fue descrito en 1874 por el naturalista británico Henry Haversham Godwin-Austen. En la división en subgéneros del género Sitta, que se utiliza poco, el trepador de las Naga se coloca en Sitta (Sitta) Linnaeus, 1758. Según el Congreso Ornitológico Internacional y Alan P. Peterson, existen tres subespecies:
- S. n. montium (La Touche, 1899), descrito como una especie montañesa por el ornitólogo John David La Touche como el protónimo Sitta montium,[9] vive en el Tíbet occidental, al sur y este de China, en Birmania y al noroeste de Tailandia. También se considera que pudo resultar de la hibridación entre el trepador de las Naga y de la subespecie sinensis del trepador azul (Sitta europaea);[10]
- S. n. nagaensis (Godwin-Austen, 1874), vive en el noreste de la India y al oeste de Birmania; y,
- S. n. grisiventris (Kinnear, 1920), descrito bajo el protónimo Sitta europaea grisiventris puesto que S. n. nagaesis fue considerado como una subespecie del trepador azul (S. europaea) en su momento,[11] habita en el suroeste de Birmania y el sur de Indochina.

En 2014, Éric Pasquet et al publicó una filogenia basada en el ADN nuclear y mitocondrial de 21 especies de saltapalos. El grupo europaea se acercó a los dos trepadores ambientes rocosos, el trepador rupestre occidental (S. neumayer) y el trepador rupestre oriental (S. tephronota). Dentro del grupo europaea, el trepador del Himalaya (S. himalayensis) —y por lo tanto del trepador birmano (S. victoriae)— aparece como basal y trepador de las Naga acerca al trepador azul (S. europaea) y al trepador de Cachemira (S. cashmirensis). El trepador indio (S. castanea), el trepador ventricastaño (S. cinnamoventris), el trepador indochino (S. neglecta) y el trepador siberiano (S. arctica) no están incluidos en el estudio. Todas las especies del grupo europaea construyen la entrada de su nido.

## Situación de conservación
El trepador de las Naga está clasificado como de «preocupación menor» por la Unión Internacional para la Conservación de la Naturaleza.